# Нім (футбольний клуб)
«Нім Олімпік» або просто «Нім» (фр. Nîmes Olympique) — французький футбольний клуб з однойменного міста. Наразі виступає у Лізі 1. Домашні матчі проводить на стадіоні «Стад де Костьєр», який вміщує 18 482 глядачів.

## Історія
Перший футбольний клуб в місті Нім було створено ще в 1901 році під назвою «Спортінг» 21-річним Анрі Муньєром, який щойно повернувся з 2-річної подорожі Англією і під впливом побаченого вирішив організувати в рідному місті футбольну команду. Спершу в нову команду запрошували грати лише юних протестантів.
В 1935 році через фінансові труднощі спортивний клуб «Німуа» припинив існування. На його базі 10 квітня 1937 року в іншому районі міста за підтримки місцевих підприємців було засновано новий футбольний клуб «Нім Олімпік». 4 червня того ж року «Нім» отримав професійний статус і почав виступи у другому дивізіоні. 8 серпня в своєму першому офіційному матчі команда програла «Монпельє» з рахунком 1-4. Сезон 1937-38 «крокодили» завершили на останньому місці у своїй групі.
Поки найвищим досягненням «Нім Олімпік» залишаються срібні нагороди чемпіонату Франції сезонів 1957-58, 1958-59, 1959-60 та 1971-72, а також участь у фіналах кубка Франції 1957-58, 1960-61, 1995-96.
5 травня 2018-го «Нім» вперше з 1993 року виборов путівку до Ліги 1, завершивши сезони на другому місці Ліги 2. Сезон 2018-19 Ліги 1 команда завершила на комфортній для себе 9-й позиції. Сезон 2020-21 «Нім Олімпік» завершив другим з кінця, тому понизився до Ліги 2.

## Титули та досягнення
- Чемпіонат Франції:
  - Срібний призер (4): 1957-58, 1958-59, 1959-60, 1971-72
  - Бронзовий призер (1): 1961-62
- Кубок Франції:
  - Фіналіст (3): 1957-58, 1960-61, 1995-96